# Assassinat dels caporals
Els caporals de l'exèrcit britànic Derek Wood i David Howes van ser assassinats per l'IRA Provisional el 19 de març de 1988 a Belfast, Irlanda del Nord, en el que s'ha conegut com l'assassinat dels caporals (corporals killings). Els soldats, vestits de civils, armats amb pistoles Browning Hi-Power i en un cotxe civil, van entrar a la processó funerària del membre de l'IRA Caoimhín Mac Brádaigh (Kevin Brady). Havia mort tres dies abans, quan el lleialista Michael Stone havia atacat un funeral de l'IRA i havia matat tres persones. Creient que els soldats eren unionistes que volien repetir una acció com la de Stone, desenes de persones van envoltar i atacar el seu cotxe. En aquell moment, el caporal Wood va treure la seva pistola i va disparar un tret a l'aire. Els soldats van ser extrets del cotxe i van ser colpejats, despullats i escorcollats. Després van ser conduïts a un solar proper, on van ser executats.
L'incident va ser filmat per un helicòpter de l'exèrcit britànic i càmeres de televisió; Les imatges han estat descrites pel periodista Peter Taylor com algunes de les "més dramàtiques i punyents" del conflicte a Irlanda del Nord. Dos homes van ser condemnats a cadena perpètua per assassinat, però van ser alliberats el 1998 sota els termes de l'Acord de Divendres Sant. Altres persones van rebre penes menors per la seva participació en els fets.

## Antecedents
La presència d'un gran nombre de policies antiavalots i soldats en els funerals de membres de l'IRA, sovint assenyalada com a font de violències, va canviar el 6 de març de 1988 en el cas de l'enterrament dels voluntaris de l'IRA morts per les SAS durant l'Operació Flavius, a Gibraltar. Aquest fet, va ser aprofitat pel lleialista Michael Stone per atacar amb granades i trets l'enterrament que tenia lloc el 16 de març al cementiri de Milltown, causant tres morts i diversos ferits. Així, els funerals d'un dels morts en l'atac, Caoimhín Mac Brádaigh, membre de l'IRA, es van celebrar aquell 19 de març en un ambient extremadament tens.
Derek Tony Wood (24) i David Robert Howes (23) eren caporals del Royal Corps of Signals de l'Exèrcit Britànic. Howes havia arribat a Irlanda del Nord una setmana abans, i s'especula que Wood li estaria mostrant els districtes republicans de Belfast, i que s'haurien creuat amb el seguici funebre per error. Segons fonts militars, Wood i Howes van ignorar les ordres generals de mantenir-se allunyats de la zona on se celebrava el funeral. L'exsoldat britànic Seán Hartnett va declarar que els caporals eren membres d'una unitat de vigilància militar coneguda com la Unitat de Comunicacions Conjuntes (JCU), coneguda com the Det.

## Assassinats
El funeral de Mac Brádaigh avançava per la carretera d'Andersonstown cap al cementiri de Milltown, quan el cotxe dels caporals caporals Derek Wood i David Howes, un Volkswagen Passat platejat, va aparèixer en direcció oposada al capdavant de la marxa encapçalada per diversos taxis Hackney, ja que Brádaigh era taxista. Tot i la indicació d'algun dels membres del servei d'ordre del Sinn Fein, les maniobres de Wood per intentar sortir del lloc van fracassar, que finalment va ser bloquejat per un taxi. La por d'estar patint un atac lleialista va desencadenar la ira dels assistents al funeral, que van rodejar el cotxe. En un primer moment, Wood va treure una pistola per intentar dissudir els intents de treure'ls del cotxe, i va disparar un tret a l'aire. Malgrat un dispersió momentània per part dels assaltants, finalment van aconseguir extreure els dos caporals del cotxe, colpejats amb una clau de creu i una escala arrebassada a un fotògraf. L'atac va ser presenciat pels mitjans de comunicació i els transeünts. La periodista Mary Holland evocava la seva visió d'un dels caporals arrossegats per davant d'un grup de periodistes: "No va cridar, només ens va mirar amb els ulls aterrits com si tots fossim enemics en un país estranger, que no hauriem entès en quin idioma parlava si hagués demanat ajuda". Arrossegats fins a Casement Park, un estadi esportiu proper, van ser colpejats i despullats. La BBC i The Independent van descriure l'escena com a acte de "tortura". Membres de l'IRA van trobar la identificació militar de Howes, que faria referència a la base de Herford, a Alemanya. Algunes fonts han assenyalat la possibilitat que els membres de l'IRA confonguessin Herford amb Hereford, on hi ha la base de Stirling Lines, seu del SAS, reforçant la idea que s'havia intentat atacar el funeral.
El sacerdot redemptorista Alec Reid, que posteriorment fou conegut com un actor significatiu del procés de pau nord-irlandès, va intervenir per intentar salvar els soldats, demanant a la gent que truqués a una ambulància. Reic però va ser comminat a marxar de l'escena, i membres de l'IRA es van emportar els dos caporals. Van conduits fins a un solar proper, on van ser executats a trets. El caporal Wood va rebre sis trets: dos al cap i quatre al pit. També havia estat apunyalat quatre vegades a la part posterior del coll. Howes va rebre cinc trets: un al cap i quatre vegades al cos. Els autors van abandonar ràpidament l'escena. Reid va sentir els trets i es va afanyar a arribar al solar, on va intentar reanimar un dels soldats. En adonar-se que els soldats eren morts, els va ungir. El fotògraf David Cairns va fer una fotografia de Reid agenollat al costat del cos gairebé nu de Howes, una imatge que posteriorment va ser nomenada com una de les millors imatges dels últims 50 anys per la revista Life.
Soldats i policies van arribar a l'escena tres minuts després que els caporals haguessin estat disparats. Un portaveu de l'exèrcit britànic va dir que l'exèrcit no va respondre immediatament perquè necessitaven temps per avaluar la situació, i van ser cautelosos davant el perill de ser emboscats per l'IRA. La processó funerària també els va impedir arribar ràpidament a l'escena.
Poc després, l'IRA va publicar un comunicat:
| « | La Brigada de Belfast, IRA, reivindica la responsabilitat de l'execució de dos membres del SAS que van llançar un atac contra el funeral del nostre voluntari camarada Kevin Brady. La unitat del SAS va ser inicialment detinguda per les persones que seguien al marxa amb la creença que els lleialistes estaven atacant i van ser retirats de la zona. Els nostres voluntaris van treure els dos homes de la multitud i, després d'esclarir les seves identitats a través del seu equip i documentació, els vam executar. | » |

## Conseqüències
El secretari per Irlanda del Nord, Tom King, va reconèixer que l'atac del cementiri de Milltown i l'assassinat de Wood and Howes eren "totalment inacceptables i requereixen una revisió immediata pel que fa a la política a seguir en futurs funerals". Tot i així, el diputat conservador Michael Mates, no obstant això, va defensar la política d'evitar la presència policial, dient que un retorn a la línia dura podria provocar aldarulls, que és el que l'IRA vol perquè puguin dir al món "ni tan sols ens deixaran enterrar els nostres morts en pau". El líder del Fine Gael Alan Dukes, el líder laborista Dick Spring i el Taoiseach Charlie Haughey van condemnar els assassinats. La primera ministra britànica en aquell moment, Margaret Thatcher, va qualificar els assassinats com "un acte de salvatge".
El 2 d'agost de 1988, el caporal Roy Butler del Regiment de Defensa de l'Ulster va ser assassinat a Belfast amb una de les armes que van ser sostretes al caporals morts el 19 de març.
Dos membres de la Brigada Belfast de l'IRA, Alex Murphy i Harry Maguire, van ser declarats culpables de l'assassinat dels caporals, i condemnats a cadena perpètua. Van ser empresonats el 1989, amb una recomanació de complir un mínim de 25 anys. Murphy va rebre 83 anys més, i Maguire 79 anys, per danys corporals, "fals empresonament", i possessió d'armes i munició. Murphy ja ha havia passat per la presó als 15 anys, quan es va convertir en el voluntari republicà més jove internat a Long Kesh (la presó de Maze). Maguire havia estat un dels homes mñés destacats de l'IRA a Maze, responsable del control de les ales republicanes, i s'havia arribat a reunir amb el Secretari per Irlanda del Nord Mo Mowlam quan aquest visita la presó per negociar amb els presos. El novembre de 1998, Murphy i Maguire van ser posats en llibertat durant la primera tongada d'alliberaments previstos per l'Acord de Divendres Sant.